# نهال کولداش
نهال جیران کولداش (ترکی استانبولی: Nihal Geyran Koldaş؛ زادهٔ ۱۹۵۶) بازیگر اهل ترکیه است.
از فیلم‌ها یا برنامه‌های تلویزیونی که وی در آن نقش داشته‌است می‌توان به اکثریت، اسب وحشی، نفوذی، و زمستان سخت اشاره کرد.